# Georg Brandes
Georg Brandes, nome completo Georg Morris Cohen Brandes (Copenaghen, 4 febbraio 1842 – Copenaghen, 19 febbraio 1927), è stato un critico letterario e filosofo danese.

## Biografia

### Nascita e studi
Nacque primogenito a Copenaghen da una famiglia borghese di origine ebraica; tuttavia, più tardi nella vita non si considerò più ebreo. Nel 1859 iniziò lo studio della giurisprudenza all'università di Copenaghen, come volevano i genitori, ma si dedicò poi alla filosofia e all'estetica. Nel 1862 ottenne la medaglia d'oro dall'università per un saggio intitolato L'idea di Nemesi tra gli antichi, al quale stava lavorando dal 1858. Studiò soprattutto gli scritti di Johan Ludvig Heiberg e il pensiero di Søren Kierkegaard.
Ai tempi dell'università aveva scritto delle poesie, che pubblicò nel 1898 in una raccolta, dopo aver abbandonato l'idea di diventare poeta.
Lasciò l'università nel 1864.

### Fama
Tra il 1865 e il 1871 aveva viaggiato molto per l'Europa accrescendo le proprie conoscenze culturali. Forte di queste esperienze, nel 1866 prese parte alla polemica sollevata dalle opere di Rasmus Nielsen con un trattato intitolato Dualismo nella nostra recente Filosofia ("Dualismen i vor nyeste Philosophie").
Nel 1868 pubblicò Studi sull'estetica ("Æsthetiske Studier"), la sua prima grande opera, dopo aver iniziato l'attività di critico con brevi monografie sui principali poeti danesi. Continuò comunque a studiare filosofia interessandosi alle teorie di Hippolyte Taine, in base alle quali scrisse nel 1870 L'estetica francese dei nostri giorni. Approfondì inoltre gli studi di John Stuart Mill sulla "naturale sottomissione della donna".
Divenne lettore di estetica presso l'università di Copenaghen, continuando a tenere conferenze interessanti e famose come quella del 3 novembre 1871. Quando, nel 1872, si liberò la cattedra di estetica, Brandes sembrava il naturale candidato al ruolo, ma su di lui pesavano le ascendenze ebree e le accuse di radicalismo e ateismo. Le autorità dell'università si rifiutarono di eleggerlo, ma non scelsero neppure un sostituto per cui la cattedra rimase vacante per circa vent'anni.
Nonostante coinvolto in queste polemiche, scrisse Hovedstrømninger i det 19e Aarhundredes Lieteratur (Principali correnti nella Letteratura del Diciannovesimo secolo), il più ambizioso dei suoi lavori, pubblicato in quattro volumi tra il 1872 e il 1875, ma reso noto agli altri critici europei solo nel 1901 con la prima traduzione in lingua inglese oltre che in tedesco. Così la fama di Brandes crebbe, soprattutto in Russia e in Germania.
Nel 1877 scrisse la monografia di Kierkegaard e nel 1899 di Henrik Ibsen, entrambe considerate la sua massima espressione critica.
Fu il destinatario di uno dei biglietti della follia di Friedrich Nietzsche.

### Partenza per Berlino e ritorno a Copenaghen
Sempre nel 1877 si trasferì a Berlino, diventando in poco tempo un punto di riferimento per gli studi estetici in quella città. Tuttavia il suo punto di vista politico non era condiviso dalla maggior parte dei Prussiani e, sentendosi a disagio, decise di tornare a Copenaghen nel 1883.
Dal 1897 al 1898 approfondì lo studio dell'opera di William Shakespeare e pubblicò su varie riviste le sue analisi, molto acclamate specialmente in Inghilterra, dove furono introdotte da William Archer. Nel 1900 iniziò a raccogliere tutte le sue opere in una completa edizione popolare, tradotta poi in tedesco nel 1902.

#### Relazione con Victoria Benedictsson
Tra il 1886 e il 1888 ebbe una relazione con la scrittrice svedese Victoria Benedictsson, che era annoiata dalla banalità del proprio matrimonio. La relazione fu breve e finì in modo drammatico per la Benedictsson, che si suicidò tagliandosi la carotide con quattro tagli di rasoio nel 1888.

#### Gli studi su Nietzsche
Dal 1890 Brandes si dedicò allo studio delle grandi personalità che stavano influenzando particolarmente la cultura del suo tempo. Iniziò dunque a studiare il pensiero del grande Friedrich Nietzsche, a cui scrisse una lettera nel 1888 chiedendogli di leggere le opere di Kierkegaard. Descrisse la filosofia di Nietzsche radicalismo aristocratico. Furono particolarmente influenzate da questi studi le sue opere più tarde: Wolfgang Goethe (monografia di Goethe scritta tra il 1914 e il 1915), François de Voltaire (su Voltaire, scritta nel 1916-1917), Cæsar (su Giulio Cesare, 1918) e Michelangelo (1921).
Brandes era però ormai quasi scomparso dallo scenario culturale internazionale, pur essendo ancora considerato il principale filosofo danese.

### Durante la prima guerra mondiale
In Danimarca qualcuno paragonò Brandes a Voltaire per la sua costante condanna del maltrattamento delle minoranze e del fanatismo, fatta sempre con grande autorità morale. Durante la prima guerra mondiale tornò sulla scena internazionale condannando l'imperialismo, il colonialismo e dedicandosi ad una polemica anti-religiosa.
Inoltre in questo periodo conobbe gli scrittori Henri Barbusse, Romain Rolland e E.D. Morel, con i quali intraprese una fitta corrispondenza.

## Critiche
Oggi Brandes è considerato uno dei principali filosofi danesi assieme a Søren Kierkegaard, Grundtvig e Holberg, sebbene resti sicuramente il più criticato e meno studiato. La Destra danese lo ha decisamente condannato definendolo un sovversivo e nemico della patria, blasfemo e fornicatore; la Sinistra ha criticato il suo atteggiamento troppo elitario eccetto il movimento femminista, che considera positive le sue idee di parità sessuale.

## Opere principali
- L'idea di Nemesi tra gli antichi (1862)
- Dualismo nella nostra recente Filosofia (1866)
- Studi sull'Estetica (1868)
- L'Estetica francese dei nostri giorni (1870)
- Main Currents in the Literature of the Nineteenth Century (1872-1875)
- Wolfgang Goethe (1914-1915)
- François de Voltaire (1916-1917)
- Cæsar (1918)
- Michelangelo (1921)